# Pnictes asphyxiatus
Pnictes asphyxiatus is een straalvinnige vissensoort uit de familie van de amerikaanse tongen (Achiridae). De wetenschappelijke naam van de soort is voor het eerst geldig gepubliceerd in 1889 door Jordan.